# Bryant (Indiana)
Bryant – miasto w Stanach Zjednoczonych, w stanie Indiana, w hrabstwie Jay.